# Alfred Burger (Chemiker)
Alfred Burger (* 6. September 1905 in Wien; † 30. Dezember 2000) war ein österreichisch-US-amerikanischer Chemiker. Er war Gründer und erster Chefredakteur des Journal of Medicinal Chemistry. Burgers Arbeitsschwerpunkt ist die Medizinische Chemie, vor allem die Wirkungsweise, der chemische Aufbau und der Missbrauch von Medikamenten und Drogen.

## Leben
Burger wuchs in Wien auf. Er studierte und promovierte an der Universität Wien bei Ernst Späth im Fach Chemie.  Anschließend forschte er in der Schweiz, bevor er 1928 in die USA auswanderte. Ab 1929 arbeitete er dort zunächst als Forschungsassistent an der University of Virginia. Dort verbrachte er sein gesamtes Berufsleben. Nach zunächst reiner Labortätigkeit und Forschung von 1929 bis 1938 war er später auch in der Lehre tätig. Ab 1938 war er zunächst ein Jahr lang Assistant Professor, anschließend bis 1952 Associate Professor und schließlich ab 1952 ordentlicher Professor. 1970 wurde er emeritiert.
Am 1. August 1936 heiratete er die US-Amerikanerin Frances Page Morrison, die ihm bald darauf eine Tochter gebar. 1937 erhielt Burger die US-amerikanische Staatsbürgerschaft.
Burger war unter anderem an der Entwicklung von Medikamenten zur Bekämpfung von Malaria und Tuberkulose beteiligt und leistete Beiträge zur Weiterentwicklung der Chemotherapie. Er wurde für seine Forschungen unter anderem mit der Pasteur-Medaille ausgezeichnet und zum Ehrendoktor der University of the Sciences in Philadelphia ernannt.
Die American Chemical Society, der er angehört, verleiht seit 1980 in Zusammenarbeit mit dem Unternehmen GlaxoSmithKline (seit 2016 mit Gilead Sciences) den nach ihm benannten Alfred Burger Award in Medicinal Chemistry. Während seiner wissenschaftlichen Karriere veröffentlichte Burger neun Bücher und über 200 Artikel in Fachzeitschriften.
Das Journal of Medicinal Chemistry gründete er 1958 und blieb bis 1971 dessen Chefredakteur.